# Tha8t’z Gangsta
Tha8t’z Gangsta – szósty studyjny album amerykańskiego rapera MC Eihta. Został wydany 8 maja, 2001 roku nakładem wytwórni Half Ounce Records.

## Lista utworów
1. „Holla”
2. „Rule #1"
3. „Why U Hott?”
4. „Hustle Man”
5. „Bacdafuconup”
6. „Like This Like That”
7. „Can I?”
8. „We Get It”
9. „Gangsta”
10. „Look Up”
11. „What We About”
12. „Everybody Move”
13. „All Day Everyday”
14. „Drama”
15. „2 Freak E”

## Historia notowań
| Notowanie (2001)                      | Pozycja |
| ------------------------------------- | ------- |
| U.S. Billboard Top R&B/Hip-Hop Albums | 75      |